# BJ Papa
BJ Papa, auch B. J. Papa, (* 9. Februar 1936 in Mobile als William Jackson; † 31. August 2008 in San Francisco) war ein US-amerikanischer Jazzpianist, Musikpädagoge und Komponist.

## Biografie
Jackson hatte Klavierunterricht bei seiner Mutter, einer professionellen Pianistin. Als Armee-Sanitäter war er Mitte der 1950er Jahre in San Francisco stationiert, wo er im Offiziersclub mit Jazz in Berührung kam. Nach seiner Entlassung aus der Army 1956 blieb er in der San Francisco Bay Area und begann Saxophon-Unterricht zu nehmen, nachdem er Jazzstars wie Charlie Parker und Dexter Gordon in Jimbo’s Bop City im Fillmore-Distrikt gehört hatte, gab das Saxophonspiel jedoch wieder auf und formte sein eigenes Klavierspiel nach dem stilistischen Beispiel von Thelonious Monk. Er spielte mit John Handy und Bishop Norman Williams, war aber vor allem dafür bekannt, über die Jahre Jam-Sessions überall in der Stadt zu organisieren. Unterstützt von Musikern wie Dewey Redman, John Handy oder Frank Butler wurde er zu einer bekannten Institution in der Jazzszene von San Francisco und zum aktiven Förderer einer jungen Generation von Musikern (wie der Vokalistin Kim Nalley), mit denen er in zahlreichen Sessions und in Clubs wie Wild West, Cafe Du Nord, Caffe Trieste und im Pearl's in North Beach spielte. Dem Stadtteil erwies er auch mit einer seiner Kompositionen seine Reverenz. Er legte ein Album unter eigenem Namen vor, BJ's World. 2003 ehrte ihn die Upper Grant Avenue Art Fair Association für seine Verdienste um die Musikszene und Kultur von North Beach. Er starb Ende August 2008 an Leberversagen.